# Dělnická strana Jižní Karolíny
Dělnická strana Jižní Karolíny (anglicky South Carolina Workers Party) je americká progresivně-levicová strana založená v roce 2023. Strana se prezentuje jako zástupce dělnické třídy Jižní Karolíny. Zástupci strany uvádí, že ačkoliv dělnická třída pomohla vybudovat stát, není jí umožněno podílet se na jeho vedení.

## Historie

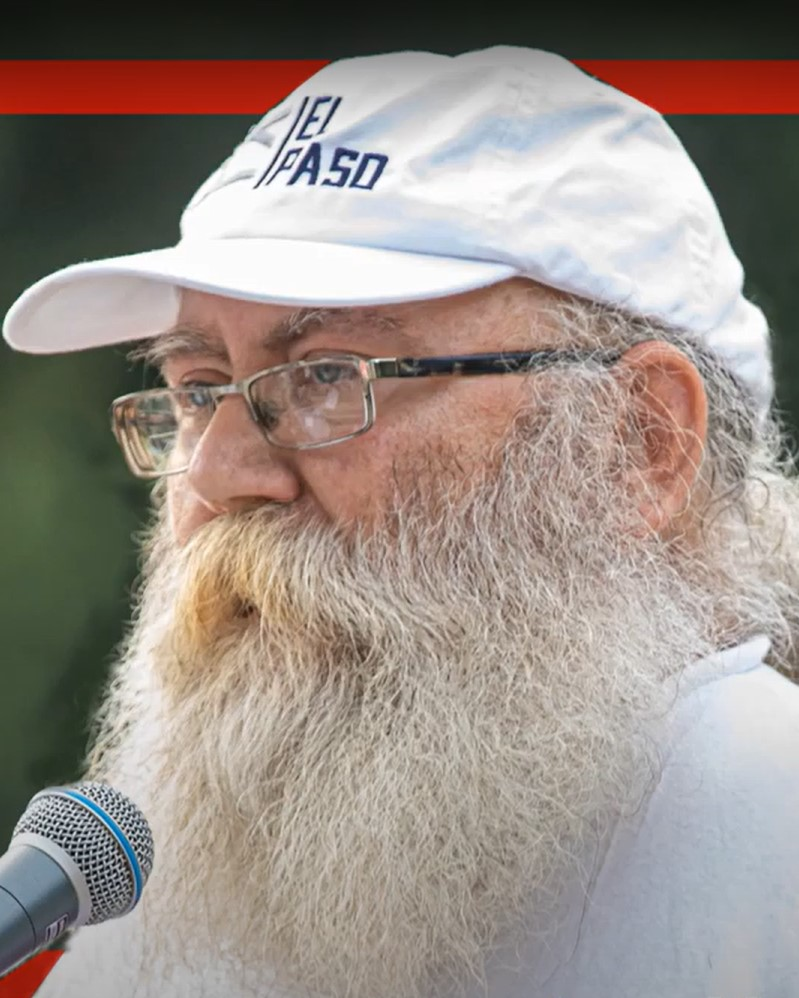
Zakladatel strany Gary Votour

### Vznik
Aktivisté z Jižní Karolíny Gary Votour a Harold Geddings, kandidáti na guvernéra a kongresmana za Demokratickou stranu v roce 2020, stranu opustili poté, co bylo bývalému kongresmanovi Joe Cunninghamovi umožněno kandidovat za demokraty na guvernéra, ačkoli jeho postoj k minimální mzdě byl v rozporu s platformou strany. Když se později Votour a Geddings rozhodli kandidovat jako kandidáti Labor Party, vedl konflikt mezi vedením strany k právnímu napadení ze strany Demokratické strany Jižní Karolíny. Soudce rozhodl ve prospěch Demokratické strany a Votour a Geddings byli vyřazeni z volebního lístku.
Bývalí kandidáti opustili Labor Party a v roce 2023 založili Dělnickou stranu Jižní Karolíny, která je v Jižní Karolíně zaregistrována jako plnohodnotná politická strana.

### Volby 2024
V březnu 2024 strana podpořila kandidátku Strany socialismu a svobody Claudii de la Cruz na prezidentku Spojených států a Karinu Garciovou na viceprezidentku ve volbách 2024 umístěním na svůj volební lístek, což jim zajistilo přístup k volebním urnám v Jižní Karolíně. Strana taktéž vysílá své kandidáty do zákonodárného sboru Jižní Karolíny: Gary Votour podal kandidaturu do senátního obvodu č. 22 a Harold Geddings do senátního obvodu č. 26.